# Distrikt Tall Abyad

Lage des Distrikts Tall Abyad im Gouvernement ar-Raqqa

Der Distrikt Tall Abyad (arabisch منطقة تل أبيض Mintaqat Tall Abyad, DMG Minṭaqat Tall Abyaḍ) ist ein syrischer Distrikt im Gouvernement ar-Raqqa.
Er liegt im Norden des Gouvernements und grenzt an die Türkei. Internationale Bekanntheit erreichte der Distrikt durch die Schlacht um Kobanê. Der Distrikt ist Teil des von den Kurden beanspruchten Siedlungsgebietes in Syrien, besser bekannt als Rojava oder Westkurdistan.
Koordinaten: 36° 36′ N, 38° 54′ O